# Max Wagner

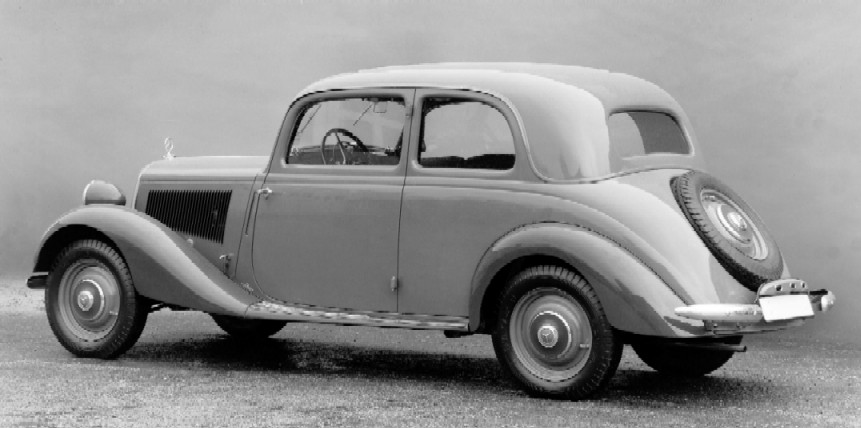
a Max Wagner és Hans Nibel tervei szerint készült Mercedes-Benz Typ 170 V személyautó

Max Wagner (?, 1882 – ?, 1951) német gépjármű tervező mérnök. 

## Életpályája
Max Wagner tervező mérnök az 1920-as évek elején a Porsche Hochleistungs Motor GmbH leányvállalatánál dolgozott, ahol a Porsche gyár tulajdonosa az ő általa tervezett középmotoros elrendezésű 1923-as Benz Tropfenwagen, vagy "Teardrop" aerodinamikai kialakítású versenyautó fejlesztésésével kísérletezett, a kísérleti P-Wagen versenyautó (P a Porschét jelentette) lényege az volt, hogy a gépkocsi vezetőjének, az üzemanyagnak, olajnak, víznek és gumiabroncsainak együttes súlya nem haladhatja meg a 750 kg-ot. A Max Wagner tervei alapján Nibel által a 750 kilogrammos képlethez igízított W 25 versenyautó olyan sofőrökkel a volánnál, mint Rudolf Caracciola számos versenysikert hozott a cégnek 1934 és 1937 között, elindítva egyúttal az Ezüstnyilak hagyományát is, az akkori nyomott gazdasági helyzet miatt azonban nem volt rá elég vevője.
1929. január elejétől Hans Nibelel együtt egy új generációs autóterven kezdett dolgozni; a hagyományos alváz helyett egy újfajta alvázon, amely jobb súlypontot, jobb úttartást, és divatosabb "áramvonalas" karosszériaformát jelentene. Az első e tervek szerinti tömegpiaci modell az 1692 köbcentis Mercedes-Benz W15volt, e tervezett modellt 1930-ban véglegesítették, és 1931-ben "Mercedes-Benz Typ 170" néven került piacra.Max Wagner tervező mérnök Hans Nibellel kezdte el egy újgenerációs autó terveinek kidolgozását, e tevek szerint a hagyományos alváz helyett egy újfajta alváz terve készült el, amely jobb súlypontot, jobb úttartást, és divatosabb "áramvonalas" karosszériaformát jelentett. 
Az első e tervek szerinti tömegpiaci modell az 1692 köbcentis Mercedes-Benz W15 volt, e modellt 1930-ban véglegesítették, és 1931-ben piacra is került "Mercedes-Benz Typ 170" néven, majd 1935-ban jelent meg az 1,7 literes, négyhengeres, hátsókerék-hajtású Mercedes-Benz 170 V (W136) az 1,7 literes hathengeres Mercedes-Benz 170 (W15) helyére. Az új 170 V M136-osnak hasonló motorteljesítménye ellenére oldalszelepe erősebb, kézi sebességváltója négysebességes szinkron volt. Az állítólagos maximális teljesítménye 38 LE (28 kW; 37 LE) volt 3400 ford./perc fordulatszámon 6:1 kezdeti kompressziós arány mellett. Futásteljesítménye 10 liter volt 100 kilométerenként (28 mpg-imp; 24 mpg-US).
A Mercedes-Benz 170 V tipusai a Mercedes legkelendőbb modelljei lettek, az M36-os típusból 1936 és 1942 között több mint 75 000 darabot gyártottak, a legnépszerűbb modellé vált, túlélve a szövetségesek második világháború alatti bombázásait, lehetővé téve a háború után a 170 V modell 1947-ben való újraalkotását, így újra elfoglalhatta helyét a Mercedes legkeresettebb termékeként, egészen 1953-ig.